# Dicranomyia (Dicranomyia) obscura
Dicranomyia (Dicranomyia) obscura is een tweevleugelige uit de familie steltmuggen (Limoniidae). De soort komt voor in het Australaziatisch gebied.